# Hydropsyche operta
Hydropsyche operta är en nattsländeart som först beskrevs av Samuel Hubbard Scudder 1877.  Hydropsyche operta ingår i släktet Hydropsyche och familjen ryssjenattsländor. Inga underarter finns listade i Catalogue of Life.